# Кронштадтская крепостная железная дорога
Кронштадтская крепостная железная дорога — железнодорожная сеть, существовавшая на острове Котлин с 1860-х годов до конца XX века и выполнявшая транспортные функции на территории Кронштадтской крепости.

## История
Железнодорожные пути на острове появились ещё в 1840-х годах. Участки строились различными частями морского и военного министерств, без общего плана, поэтому и получили особенность: в порту, на заводе, на складах, между фортами были разные колеи от 600 мм до 1250 мм. Не на всех участках даже к 1917 году существовала паровозная тяга: продолжали использоваться и лошади (конка), и ручные вагонетки.
В советский период предпринимались попытки перешить под стандарты: 750 мм для узкоколейки и 1524 мм для широкой колеи. В период максимального развития железнодорожная сеть на острове достигала 46 вёрст.
Первоначально железнодорожная колея была узкая, вагонетки передвигались вручную. С 1891 года на территории города действовала портовая узкоколейная железная дорога протяжённостью 26 вёрст. Крепостная дорога имела протяжённость 16,5 вёрст. На ней было четыре станции, ходило четыре паровоза. К 1917 году на обеих дорогах было 11 станций.
Как удалось установить документально, обслуживанием дороги (военного министерства) до первой мировой войны занимались крепостная сапёрная рота (а также нестроевая рота бригады кронштадтской крепостной артиллерии), портовую сеть (морского министерства) к 1914 году обслуживали матросы кронштадтского флотского полуэкипажа и вольнонаемные машинисты (числились в штате Кронштадтского морского завода), а не специальная часть железнодорожных войск:

В районе Кронштадтской крепости находится крепостная, протяжением на острове Котлине и на обоих берегах в 46 вёрст, железная дорога; но для эксплуатации этой дороги, производимой не только летом, но, в сокращённом виде, и зимой, не имеется специальной ж.-д. части, а всё обслуживание и ремонт ведётся крепостной сапёрной ротой обыкновенного состава, принуждённой проходить кроме того не только весь установленный курс занятий, но исполнять также и иные поручения мастерового характера.— Отчёт комиссии под председательством генерала от инфантерии А.К. Водара о восстаниях в Кронштадте 26-27 октября 1905 г. и 19-20 июля 1906 г.  Из книги Военные восстания в Балтике в 1905-06 гг."  Центрархив, Партийное издательство, 1933, стр.98
Обслуживание железной дороги (военного министерства) и подвижного состава было поручено военнослужащим сапёрной роты в дополнение к основным обязанностям. Переутомление, чрезвычайные нагрузки и недовольство условиями службы часто являлось причиной волнений в Кронштадтском гарнизоне, в том числе и на крепостной железной дороге.
По мобилизации к августу 1914 года был сформирован отдельный кронштадтский железнодорожный батальон в составе двух рот, из них первая рота предназначалась для обслуживания железнодорожных путей острова Котлин, а вторая — береговых фортов Кронштадтской Крепости — Красная Горка (с батареей Серая Лошадь), и Ино. Позднее по мере формирования передовой позиции береговых батарей на островах Финского залива(Сескар, Мощный и др.) — на обязанности батальона было возложено обслуживание и узкоколейных путей этих островов. Батальон просуществовал минимум до 1925 года, когда Кронштадтская Крепость была передана в состав РККФ.
К 1941 году в составе Краснознаменного Балтийского флота РККФ имелось несколько отдельных железнодорожных батальонов, из которых минимум два обслуживали укрепления Кронштадтской крепости(включая и форт Красная Горка).
Говоря о дальнейшей истории дороги будет важно вспомнить, что в период Великой Отечественной войны был сформирован бронепоезд № 9 Краснознамённого Балтийского флота, который некоторое время базировался на месте нынешнего жилого микрорайона «16 квартал» (станция «Город»). По воспоминаниям И. Саксина, бывшего радиста бронепоезда:

В тяжелые дни сентября 1941 года командованием Флота было принято решение о постройке бронепоезда в Кронштадте, который выполнял бы роль с одной стороны — подвижной зенитной батареи, с другой — усилил бы артиллерийские средства при возможной высадке десанта противника с моря или с воздуха. У городской железной дороги были реквизированы семь железнодорожных платформ, четыре товарных вагона и паровоз (с машинистом Петренко). На трех платформах были установлены три полубашенных 76-миллиметровых орудия, перед этим снятых с затонувшего на Восточном рейде эсминца «Стерегущий». Для управления зенитным огнём установили специальный прибор.
 Рабочие Морского завода в рекордно короткий срок склепали бронеплощадку, на которой разместились главный командный пункт, радиостанция, 3-метровый дальномер (также снятый со «Стерегущего»), счетверённый зенитный пулемёт, пулемёт ДШК и два скорострельных авиационных пулемёта. Чтобы не стать жертвой внезапного налета фашистской авиации, установку вооружения производили на путях станции «Город», а на монтаж и окончательное крепление его бронепоезд уходил в северо-западную часть острова. Товарные вагоны готовились под жильё личному составу, утеплялись снаружи, а внутри отделывались фанерой. Для освещения использовались корабельные светильники. В отдельных вагонах разместились камбуз и столовая, санитарная часть и душевая. Мы называли наш бронепоезд любовно - «Кронштадтец».— "Кронштадт. Война. Блокада" С-Пб, 2005 г. - стр.40 -41
В конце 1980-х — начале 1990-х батареи Кронштадтской крепости были разоружены, склады ликвидированы, что предопределило последующую ликвидацию железной дороги.

## Современное состояние
В конце 1980-х гг. железнодорожная сеть в Кронштадте была почти полностью разобрана. Однако, по данным местных гидов, на некоторых фортах и глухих частях острова сохранились остатки рельсов и насыпей. В частности, по состоянию на 2008 г. на форте «Пётр I» сохранились некоторые пути и даже одна платформа. На форте «Пётр I» имеется локальный участок широкой колеи 1520 мм, на котором ранее был установлен кран КДЭ-163. В 2022 году для посещения открылась 3-я очередь комплекса «Остров фортов» и свободный проход к форту «Пётр I» по дамбе, на которой в удовлетворительном состоянии сохранился железнодорожный путь.
Также сохранилась насыпь перегона от форта «Шанц» до форта «Риф». В настоящее время она сильно заросла и местами заболочена. Следы шпал и рельсов сохранились на западной оконечности острова, рядом с закрытой территорией форта «Риф».
В черте города (во дворе одного из домов по ул. Зосимова) сохранилось здание, принадлежавшее железной дороге. По всей видимости, это было здание мастерских или кузница. Рядом располагается также и бывшие пассажирское здание станции «Город». Сейчас оно находится на территории Кронштадтского морского кадетского корпуса.
- Гаражи рядом с Кронверкским каналом. На этом месте находилось путевое развитие станции «Город».
- Сохранившееся здание мастерских (депо?) в районе бывшей станции «Город».
- Сохранившееся здание мастерских в районе бывшей станции «Город».
- Фрагмент здания мастерских (депо?) около бывшей станции «Город».

На пересечении Кронштадтского шоссе и Цитадельской дороги, в районе 16-го квартала, сохранилось здание депо, принадлежавшее узкоколейной железной дороге Кронштадтского арсенала. Там же, под слоем асфальта, уложенным осенью 2010 года, «покоятся» рельсы узкой колеи, ведущие к воротам.

## Сохранение памяти о железной дороге
Кронштадтская крепость является уникальным памятником фортификации, включённым в список всемирного культурного наследия ЮНЕСКО. В России Кронштадт ассоциируется с морской славой страны, а значение инженерных сооружений крепости обычно ускользает от внимания специалистов, горожан и туристов, посещающих Кронштадт. В настоящее время о существовавшей на острове железной дороге помнят только старожилы. В 2005 г. в газете «Кронштадтский вестник» поднимался вопрос о сохранении памяти о железной дороге и выдвигалась идея создания небольшого монумента. На ноябрь 2017 года подразделением военных железнодорожников восстанавливается участок длиной 100 метров в районе мортирных батарей. В дальнейшем будет установлено орудие ТМ-180.
В 2019 году сохранившиеся сооружения признаны объектом культурного наследия регионального значения (Распоряжение КГИОП от 31.05.2019 № 270-р ) .